# Harri Sjöström

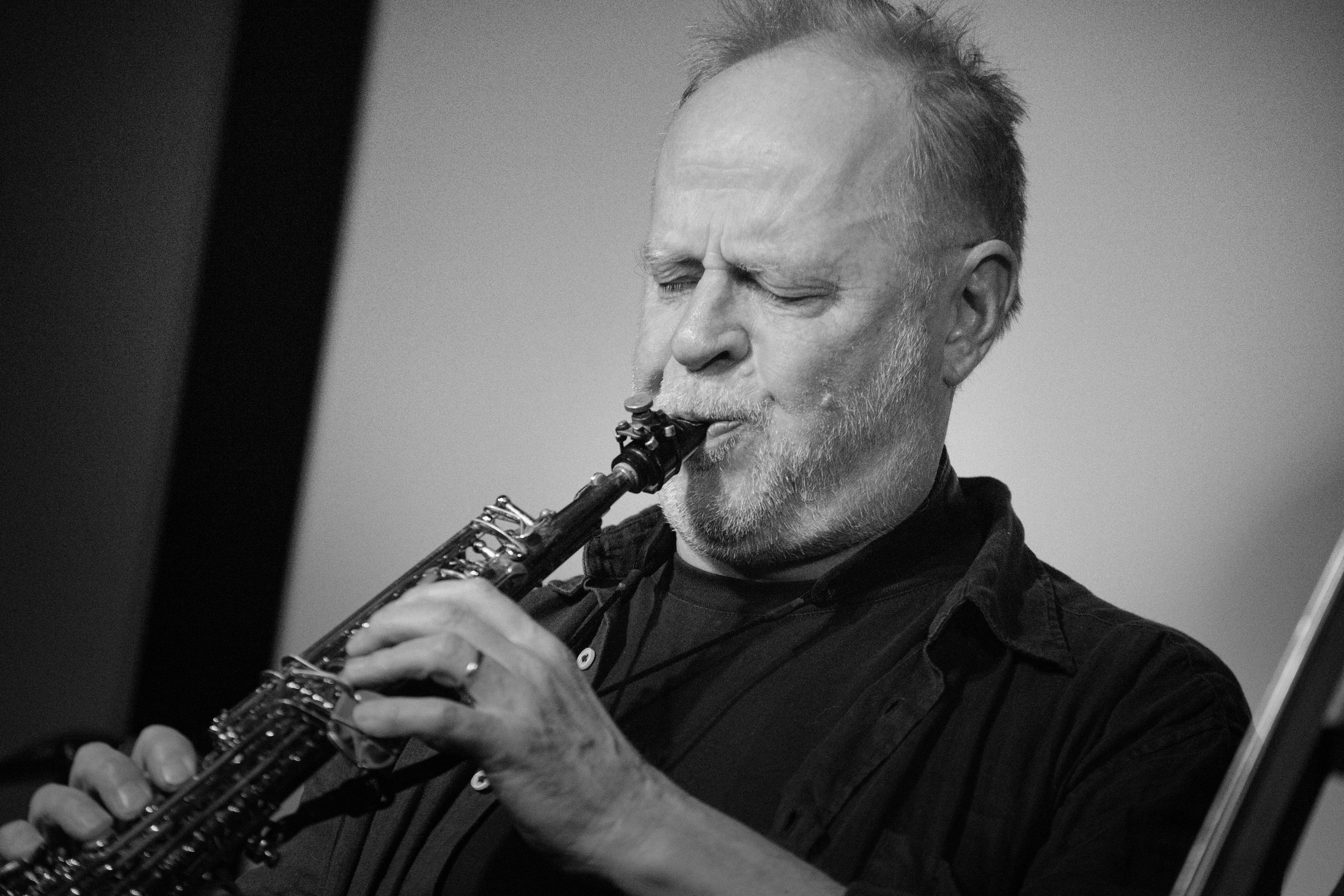
Harri Sjöstrom im Club W71, 2025

Harri Sjöström (* 29. Februar 1952 in Turku) ist ein finnischer Sopransaxophonist und Bandleader im Bereich des Free Jazz und der neuen improvisierten Musik.

## Wirken
Sjöström studierte Saxophon, Flöte und Klavier bei Harry Mann, später Saxophon bei Leo Wright und Steve Lacy; außerdem studierte er von 1974 bis 1978 Fotografie und Film am Lone Mountain College im San Francisco Art Institute. Nach dem Studium verließ er die Vereinigten Staaten und zog nach Wien, wo er in der europäischen Improvisationsszene arbeitete. Sjöström formierte in dieser Zeit sein erstes eigenes Ensemble und organisierte u. a. zahlreiche Projekte in Finnland. Er holte viele Künstler der improvisierten Musik ins Land; eines seiner früheren Projekte war eine Tournee mit Derek Baileys Company,  die dadurch zum ersten Mal in  Finnland spielten.
Im Jahr 1985 zog Sjöström nach Berlin und spielte ab 1986 im Duo mit dem Pianisten Bernhard Arndt. 1990 traf er auf Cecil Taylor und arbeitete in verschiedenen Projekten mit dem Pianisten und Komponisten zusammen. Sjöström gründete das internationale Quintet Moderne, war Mitbegründer des Trios The Player Is mit Teppo Hauta-aho und Philipp Wachsmann. In den 2000er Jahren arbeitet er mit seiner Formation Three Meter Dog, u. a. mit Bernhard Arndt und dem Schlagzeuger Tony Buck. 2005 gründete er die Formation Wait. Außerdem tritt er in Solo-Performances auf und beschäftigt sich mit Filmmusik. Sjöström wirkte außerdem an Aufnahmen/Auftritten mit Evan Parker, Paul Lovens, Tristan Honsinger und Teppo Hauta-aho mit. Mit Tony Buck, John Edwards und Elisabeth Harnik bildet er das Quartet Flight Mode.

## Diskographische Hinweise
Aufnahmen unter eigenem Namen und als Co-Leader
- Duo Harri Sjöström / Etienne Rolin: Sax Syntax (Erol Records, 1992)
- Nicht Rot Nicht Grün (Po Torch Record, 1988/89) mit Wolfgang Fuchs, Karri Koivukoski, Harri Sjöström, Paul Lovens
- Quintet Moderne The Strange and the Common Place (Po Torch, 1991) mit Teppo Hauta-aho, Paul Rutherford, Paul Lovens, Harri Sjöström, Philipp Wachsmann
- Quintet Moderne: Ikkunan Takana (Bead Records, 1987) mit Teppo Hauta-aho, Jari Hongisto, Paul Lovens, Philipp Wachsmann
- Quintet Moderne: Wellsprings (Cadence, 2001) mit Harri Sjöström, Philipp Wachsmann, Paul Rutherford, Teppo Hauta-aho, Paul Lovens
- Sjöström/Wachsmann/Gordoa/Bauer/Narvesen: Up and Out (2020)
- Sergio Armarolii, Veli Kujala, Harri Sjöström, Giancarlo Schiaffini: Windows & Mirrors: Milano Dialogues (2022)
- Gianni Mimmo & Harri Sjöström: Wells (Amirani Records 2023)

Aufnahmen mit Cecil Taylor
- Cecil Taylor Ensemble: Melancholy (FMP, 1990). mit Tony Oxley, Tobias Netta, Wolfgang Fuchs, Volker Schlott, Evan Parker, Thomas Klemm, Jörg Huke, Thomas Wiedermann, Barry Guy
- Cecil Taylor: Always a Pleasure (FMP, 1993) mit Charles Gayle, Tristan Honsinger, Sirone, Rashid Bakr
- Cecil Taylor: Almeda – The Ensemble (FMP), 1996
- Cecil Taylor: The Light of Corona (FMP), 1996
- Cecil Taylor Quartet: QUA – Live at Iridium vol 1. (Cadence, 1998) mit Dominic Duval, Jackson Krall
- Cecil Taylor Quartet Qu’a Yuba – Live at Iridium vol 2. (Cadence Jazz Records, 1998)
- Tony Buck,  / John Edwards / Elisabeth Harnik / Harri Sjöström: Flight Mode (Live In Berlin 2023) (Fundacja Słuchaj, 2024)